# Dariusz Kampa
Dariusz Kampa (16 de enero de 1977) es un futbolista alemán que juega de portero, en el SpVgg Unterhaching de la Bundesliga.

## Biografía
Empezó su carrera en el Augsburg (1994), donde jugó hasta el 1997 en la Regionalliga Süd. Luego fue vendido al Núremberg empezó en la Bundesliga, luego jugó dos años seguidos la 2. Bundesliga (1999 hasta 2001), en 2001 jugo la Bundesliga hasta 2003 que descendieron una vez más a la 2. Bundesliga. En 2004 su contrato terminó con el Núremberg y quedó libre y lo compró el Mönchengladbach (A) y jugó la Rhin Norte en ese mismo año ascendió a jugar a Mönchengladbach hasta el 2006 que jugó la Bundesliga venció su contrato y una vez más quedó libre, y el Zalaegerszegi TE lo contrató y jugó en la Soporoni Liga de Hungría. Se lo llevó el Sturm Graz de Austria y no pudo jugar ningún partido y al final del 2007 su contrato se acabó y de nuevo estaba sin equipo y lo contrató el Unterhaching que juega la Regionalliga Süd.

## Clubes
| Club                | País     | Año       | Juegos |
| ------------------- | -------- | --------- | ------ |
| F. C. Augsburgo     | Alemania | 1994-1997 | 59     |
| 1. F. C. Núremberg  | Alemania | 1998-2003 | 83     |
| Mönchengladbach (A) | Alemania | 2004-2004 | 1      |
| Mönchengladbach     | Alemania | 2004-2006 | 17     |
| Zalaegerszegi TE    | Hungría  | 2006-2006 | 9      |
| SK Sturm Graz       | Austria  | 2007-2007 | 0      |
| SpVgg Unterhaching  | Alemania | 2007-     | 0      |

- Datos: Q539916